# Objat
Objat – miejscowość i gmina we Francji, w regionie Nowa Akwitania, w departamencie Corrèze.
Według danych na rok 1990 gminę zamieszkiwały 3163 osoby, a gęstość zaludnienia wynosiła 331 osób/km² (wśród 747 gmin Limousin Objat plasuje się na 29. miejscu pod względem liczby ludności, natomiast pod względem powierzchni na miejscu 564.).